# Batucada
La batucada és una manifestació musical consistent en un grup d'instruments de percussió. Té com a característica principal l'accentuació del segon temps en els compassos. Es considera de vegades una derivació de la samba.
L'origen de la batucada està en les cultures africanes on s'han donat sempre formacions de tambors per festivitats populars.
A Catalunya és habitual confondre la batucada amb el concepte genèric percussió de carrer, que inclou el conjunt de grups de percussió ja siguin de batucada o altres estils, com el tradicional toc de correfoc.
A la batucada hi ha 4 tipus d'instruments, els greus, les caixes, els shakers o els brillos, també anomenats aguts.
Es troben batucades als països africans i en països amb cultures d'arrels africanes. En la nostra època la batucada ha tingut la seva florida al Brasil, on es formen batucades amb més de 3000 tamboristes i ballarins, de manera que la batucada brasilera és el prototip del moviment de batucades que es veu a Europa. A la ciutat de Còrdova, Argentina, hi ha un moviment cultural brasiler anomenat "Canta Brasil" dirigit pel músic brasiler Marcelo Taormina, en el qual es transmet i representa la cultura de la batucada i el ball carnavalesc del Brasil.
Hi ha associacions a Catalunya que intenten representar aquest tipus d'espectacles i facilitar la formació d'instrumentistes i grups, entre les quals destaquen: Associação d'Artistes Ateneu Rítmic, Associação Mininhos du LOE, Associació Tropalotrop d'Integració Artística Tropa el Trop.
A Catalunya, Espanya i Xile és habitual que hi hagi grups de batucada a les manifestacions usant la música i el volum dels instruments en senyal de protesta.